# Рахманов, Эльчин Алекпер оглы
Эльчин Рахманов (азерб. Elçin Rəhmanov; 18 января 1979) — азербайджанский футболист, игравший на всех позициях в поле, в основном на позиции полузащитника. Выступал за сборную Азербайджана.
Отец — Алекпер Рахманов.

## Биография
В начале взрослой карьеры выступал в высшей лиге Азербайджана за «Кюр-Нур» (Мингечевир) и за юношескую сборную страны (до 18 лет), игравшую в чемпионате на правах клуба.
В сезоне 1997/98 играл в чемпионате Эстонии за клубы, входившие в систему таллинской «Флоры» — «Лелле СК» и «Тулевик» (Вильянди). В «Лелле» играл вместе со своими ровесниками и соотечественниками Русланом Мусаевым и Зауром Тагизаде.
Вернувшись на родину, провёл сезон в «Нефтчи» (Баку), с которым стал бронзовым призёром чемпионата и обладателем Кубка Азербайджана 1998/99. Затем играл за армейскую команду ОИК и за тогдашний базовый клуб футбольной федерации страны «Шафа». С «Шафой» в сезоне 2000/01 стал обладателем Кубка Азербайджана. В ходе сезона 2001/02 вернулся в «Нефтчи», где выступал ещё пять сезонов, но играл нерегулярно. В этот период завоевал два чемпионских титула и два Кубка страны, несколько раз был призёром чемпионата. Летом 2007 года объявил об окончании игровой карьеры.
В национальной сборной Азербайджана дебютировал 22 марта 1997 года в товарищеском матче против Туркменистана, заменив на 89-й минуте Гурбана Гурбанова. Выступал за сборную в 1997—2001 и 2004 году, но твёрдым игроком основы не был. Всего за это время сыграл 7 матчей, все — товарищеские.
После окончания игровой карьеры много лет работает в тренерском штабе «Карабаха» (Агдам), является ассистентом Гурбана Гурбанова. В период работы Гурбанова в сборной Азербайджана (2017—2018) также входил в тренерский штаб национальной команды.

## Достижения
- Чемпион Азербайджана: 2003/04, 2004/05
- Серебряный призёр чемпионата Азербайджана: 2006/07
- Бронзовый призёр чемпионата Азербайджана: 1998/99, 2005/06
- Обладатель Кубка Азербайджана: 1998/99, 2000/01, 2001/02, 2003/04